# Rue Mangold
La rue Mangold, est une voie de circulation de la commune française de Colmar.

## Situation et accès
Cette voie de circulation, d'une longueur de 45 m, se trouve dans le quartier centre.
On y accède par les rues Morel et du Mouton.
Cette voie n'est pas desservie par les bus de la TRACE.